# Tatort: Das Team
Das Team ist ein deutscher Fernsehfilm und die 1115. Folge der Kriminalreihe Tatort, die am 1. Januar 2020 erstmals im Ersten gesendet wurde. Das experimentelle Kammerspiel unter der Regie von Jan Georg Schütte entstand ohne festes Drehbuch als Improvisation, wie bereits die Ludwigshafener Tatorte Babbeldasch (2017) und Waldlust (2018) von Axel Ranisch. Die Dortmunder Ermittler Faber und Bönisch sind in ihrem 15. Fall zu sehen, diesmal ohne ihre Kollegen Dalay und Pawlak. Dafür ist Nadeshda Krusenstern aus dem Münsteraner Tatort-Team dabei.

## Handlung
In Nordrhein-Westfalen fallen vier Kommissare unterschiedlicher Dienststellen einer Mordserie zum Opfer. Ein fünfter, Kriminalhauptkommissar Thiel aus Münster, wurde bei einem Mordversuch verletzt. Die Ermittler tappen im Dunkeln – eine heiße Spur fehlt und der Druck der Öffentlichkeit nimmt zu. Um die Mordserie zu stoppen, wird ein Ermittlungsteam aus sieben Kommissaren gebildet, die alle mit den bisherigen Opfern in Verbindung standen: Peter Faber und Martina Bönisch von der Dortmunder Mordkommission, Nadeshda Krusenstern aus Münster, Marcus Rettenbach aus Oberhausen, Franz Mitschowski aus Aachen, Sascha Ziesing aus Paderborn, und aus Düsseldorf kommt Kommissarin Nadine Möller, deren Ehemann unter den Ermordeten ist. Der Ministerpräsident von Nordrhein-Westfalen, Armin Laschet, sucht die Ermittler in dem stillgelegten und stark bewachten Tagungshotel auf und bittet um Verständnis für die unkonventionellen Maßnahmen, die zur Aufklärung der Morde erforderlich seien. Unter Anleitung der Coaches Christoph und Martin Scholz nehmen die Kommissare dort an einem Teambildungsworkshop teil, bei dem unter ihnen schnell Streitigkeiten aufkommen. In der Mittagspause trennt sich die Gruppe, während der Pause wird Krusenstern kurz nach einem Telefonat mit ihrem Kollegen Thiel erschlagen. Damit wird deutlich, dass der Serienmörder unter den Beteiligten sein muss, die Gruppe wird im Seminarraum festgehalten. Es zeigt sich, dass Sascha Ziesing die Mordserie begangen hat, um aus Paderborn in eine andere Stadt versetzt zu werden und zum Hauptkommissar aufzusteigen. Bei seinem Fluchtversuch wird er angeschossen. Aus dem Hotelkomplex kann er nicht entkommen und kippt schließlich tot vom Klavierhocker.

## Hintergrund

### Dreharbeiten
Der Film wurde in nur zwei Tagen am 9. und 10. Mai 2019 unter dem Arbeitstitel „Druck“ in einem ehemaligen Hotel in Siegburg-Kaldauen gedreht. Das frühere Waldhotel Grunge, einst eine Vier-Sterne-Unterkunft und beliebtes Ziel von Ausflüglern, steht seit 2003 leer. Es wird gelegentlich für Übungen von Spezialeinsatzkommandos (SEK) der Polizei genutzt – auch im Film wird es vom SEK bewacht und gesichert.
Mit 24 von Kameraleuten gesteuerten und zwölf unbemannten Kameras entstand Filmmaterial von 212 Stunden Dauer, das der Editor Benjamin Ikes beim Schnitt auf 90 Minuten Fernsehfilm verdichtete. Ein weiteres Kamerateam am Set filmte die Dreharbeiten für eine Dokumentation, die später gesendet wurde. Die Interviews mit dem Regisseur und den Schauspielern für das Making of wurden unmittelbar nach Drehschluss aufgenommen. Jörg Hartmann sagte: „Es ist eine Gratwanderung gewesen. Es war echt nicht leicht, diesen ganzen Ritt zu bewältigen, fünfeinhalb Stunden lang an einem Tag am Stück improvisieren.“
Wie Ben Becker im Making of verriet, war auch der von ihm gespielte epileptische Anfall improvisiert und nicht etwa im Vorfeld mit dem Produktionsteam abgesprochen. Die anderen Schauspieler, die Ersthelfer und auch Regisseur Jan Georg Schütte hätten in dieser Situation also nicht wissen können, ob es sich um einen echten medizinischen Notfall handelt oder nicht. Ihre Reaktionen waren somit zumindest teilweise von echter Sorge um ihren Kollegen geprägt. Unter anderem sprach ausgerechnet Schütte den am Boden liegenden Becker mit „Ben“ und nicht mit seinem Rollennamen an („Ben, geht es dir gut?“).

### Figuren
Nur Peter Faber, Martina Bönisch und Nadeshda Krusenstern, drei der insgesamt sieben Kommissare im Film, sind tatsächlich Tatort-Ermittler. Krusenstern telefoniert zwar mit ihrem Kollegen Frank Thiel aus Münster, dieser tritt aber nicht selbst auf. Alle anderen Kommissare, auch die Mordopfer, sind keine Figuren aus der Tatort-Reihe. Die sie darstellenden Schauspieler haben allerdings alle schon in einem oder mehreren Tatorten mitgewirkt. Ben Becker hatte in Tod im Häcksler und Die Pfalz von oben den Polizisten Stefan Tries gespielt und Nicholas Ofczarek war in Operation Hiob Einsatzleiter einer Sonderkommission sowie im Tatort Die Geschichte vom bösen Friederich der Psychopath. Friedrich Mücke, der in zwei Tatort-Folgen aus Erfurt den Kommissar Henry Funck gegeben hatte, erschien in Das Team als von Paderborn so gelangweilter Kommissar Ziesing, dass er zum Mörder wird, um aus der Stadt in eine Großstadt zu kommen – in Paderborn spielt jedoch kein Tatort.
Regisseur Schütte übernahm in Das Team die Rolle des SEK-Einsatzleiters. Armin Laschet hatte darin einen kurzen Gastauftritt, in dem er sich selbst als Ministerpräsident von Nordrhein-Westfalen spielte. Nadeshda Krusenstern (Friederike Kempter) vom Münster-Tatort wird in Das Team ermordet, hat danach am Ende von 17 Jahren mit Thiel und Boerne aber noch einen kurzen, letzten Auftritt in der Folge Limbus, die am 8. November 2020 erstmals gezeigt wurde. Dabei wird auf ihren Tod Bezug genommen.

## Rezeption

### Rezensionen und Reaktionen
„Wer Freude am Schauspiel an sich hat, wird staunend den Improvisationskünsten all dieser Granden zusehen […] Aber keine Person entwickelt tragende Tiefe, und gerade der erste Teil zieht sich, bevor dann jemandem etwas passiert, […]“, schreibt Holger Gertz in der Süddeutschen Zeitung und schließt: „Der erste Tatort des Jahres 2020 wird nicht der beste Tatort des Jahres 2020.“
Sylvia Staude weist in der Online-Ausgabe der Frankfurter Rundschau darauf hin, dass Regisseur Schütte, der bekannte Darsteller aufeinanderhetzt, „Spezialist für Drehs ohne festes Drehbuch“ ist: „Das Ergebnis ist ein bisschen seltsam und total unlogisch: Wie bei Agatha Christie sind Leute eingeschlossen und einer von ihnen muss der Mörder sein – aber warum sollte irgendwer sieben Kommissare zusammensperren, statt sie ordentlich recherchieren zu lassen?“ Das Ergebnis sei aber auch ein ziemlicher Spaß.
Der Fernsehkritiker Matthias Dell bemängelt im Gespräch mit Deutschlandfunk Kultur Unstimmigkeiten in der Kontinuität. Eine Kommissarin werde ermordet, obwohl sie noch in einer späteren Tatort-Folge vorkommen solle. „Vorher hat man sich nicht überlegt, wie man diese besondere Folge innerhalb der ‚Tatort‘-Geschichte verorten will.“ Er fährt fort, die Verantwortlichen sollten merken, dass sie pfleglicher mit diesem Format umgehen müssten. Schüttes Impro-Methode sei beim Tatort fehl am Platz. Seine Aussage bezüglich der Figur der Nadeshda Krusenstern sollte sich jedoch mit Erscheinen der Folge Limbus im November 2020 als voreilig herausstellen, da Krusenstern in jener Folge folgerichtig in der Vorhölle als tot dargestellt wird.
Dominik Göttker von derwesten.de bezeichnet es als Wagnis, dass sich die Schauspieler ohne festes Drehbuch und ohne feste Texte „ganz ihrer Schauspielerei hingeben“ konnten. Der Tatort sei einer der wohl „experimentellsten und unkonventionellsten Fälle der ARD-Reihe“.
„Das war keine Werbung für die Paderborner Polizei“, resümiert der Autor des Westfalen-Blatts wegen der Rolle des aus Paderborn stammenden Kommissars Ziesing, der die Stadt allenfalls okay findet und sich auch von seiner Frau gedrängt fühlt, sich um eine Versetzung in eine Großstadt zu bemühen.  Der Journalist sieht das Motiv vom miefigen, provinziellen Paderborn wiederbelebt. Er fragt: „Ist die Arbeit im Kreis Paderborn für einen Polizisten wirklich wie eine Art Strafe?“ Ein Sprecher der Polizei versichert, seine Kollegen arbeiteten freiwillig dort, „sie sind nicht strafversetzt“. Eine Abwanderung gebe es nicht, im Gegenteil hätten Kollegen nach ihrer Ausbildung Wert darauf gelegt, im Kreis Paderborn zu bleiben.

### Einschaltquoten
Die Erstausstrahlung von Das Team am 1. Januar 2020 wurde in Deutschland von 6,94 Millionen Zuschauern gesehen und erreichte einen Marktanteil von 18,4 % für Das Erste.